# Clavering

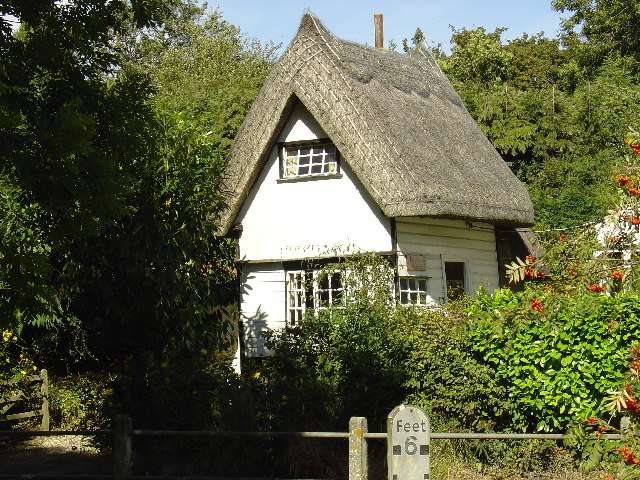
Construção no vilarejo de Clavering

Clavering é uma vila situada no noroeste de Essex, Inglaterra. O seu nome remete a "local onde crescem trevos". Está localizada a 32 km ao sul de Cambridge e a cerca de 15 km do Aeroporto de Londres, cujo projeto de ampliação do mesmo pode afetar a vila.
Alguns pontos interessantes de Clavering são o Castelo de Clavering, e o antigo "Clavering Guildhall". O castelo foi construído no tempo pré-normando e está em boa parte, em ruínas. O "guildhall" foi construído no início do século 16, e passou por um processo de restauração após um incêndio em 1991.
Uma das personalidades de Clevaring é o chef e apresentador de TV Jamie Oliver. Atualmente o pub de seu pai, Trevor, o "The Crickters" tornou-se uma atração nacional, atraindo pessoas de todo o país, além dos moradores locais.

## Ligações Externas
- Clavering Website
- Clavering - White's Directory of Essex, 1848